# Horace Gwynne
Horace Lefty Gwynne, född 5 oktober 1912 i Toronto, död 16 april 2001, var en kanadensisk boxare som deltog i olympiska sommarspelen 1932 i Los Angeles. 
Gwynne blev olympisk mästare i boxning under olympiska sommarspelen 1932 i Los Angeles. Han vann guld i klassen bantamvikt. I finalen besegrade han tyska Hans Ziglarski.